# Ук Дара Чан
Ук Дара Чан (кхмер. អ៊ុក ដារ៉ា ចាន់; нар. 14 грудня 1961, Пномпень, Камбоджа) — український художник камбоджійського походження; громадський діяч, педагог; президент Київської обласної федерації таеквон-до ITF, інструктор Міжнародного класу і володар чорного поясу VI Дана. Бронзовий призер Чемпіонату світу з таеквон-до серед ветеранів (2016 р., Італія).

## Біографічні відомості
Ук Дара Чан народився 14 грудня 1961 року у столиці Камбоджі Пномпені. Закінчив факультет графіки Королівської школи образотворчих мистецтв та факультет живопису Київського державного художнього інституту. Його роботи прикрашають національні музеї та приватні колекції Австралії, Великої Британії, Нідерландів, Німеччини, Нової Зеландії, Норвегії, Росії, США, України та інших країн.
2004 році отримав українське громадянство. Постійно проживає у Березані.
Одружений. Виховує двох дітей.
У 2008 році на замовлення Міністерства культури і туризму України про життя та творчість Ук Дари Чана було відзнято документальний фільм.